# Louis François Quillet
Louis François Gabriel Quillet est un homme politique français né en 1742 à Cramont (Somme) et décédé le 28 février 1792 à Paris.
Cultivateur à Cramont, il est administrateur du district d'Abbeville et député de la Somme de 1791 à 1792, siégeant dans la majorité.

## Sources
- « Louis François Quillet », dans Adolphe Robert et Gaston Cougny, Dictionnaire des parlementaires français, Edgar Bourloton, 1889-1891 [détail de l’édition]